# Liste des cathédrales du Latium
Cet article recense les cathédrales du Latium en Italie.

## Généralités
Les cathédrales érigées dans le Latium sont des édifices de l'Église catholique. Administrativement, la région est couverte par la région ecclésiastique du Latium et compte :
- un archidiocèse (Gaète) ;
- dix diocèses (Anagni-Alatri, Civita Castellana, Civitavecchia-Tarquinia, Frosinone-Veroli-Ferentino, Latina-Terracina-Sezze-Priverno, Rieti, Rome, Sora-Cassino-Aquino-Pontecorvo, Tivoli et Viterbe) ;
- sept diocèses suburbicaires (Albano, Frascati, Ostie, Palestrina, Porto-Santa Rufina, Sabina-Poggio Mirteto et Velletri-Segni) ;
- trois abbayes territoriales (Grottaferrata, Mont-Cassin et Subiaco).

La région accueille également le siège de l'ordinariat militaire en Italie, ainsi que celui de l'exarchat apostolique d'Italie des Ukrainiens, église particulière de l'Église grecque-catholique ukrainienne, en communion avec l'Église latine.
Au total, le Latium compte 23 cathédrales (dont cinq dans la seule commune de Rome) et 23 cocathédrales. On y dénombre également plusieurs anciennes cathédrales : édifices qui ont par le passé accueilli le siège d'un évêché avant de le perdre.

## Liste

### Cathédrales
| Édifice                                      | Commune           | Province  | Juridiction                                  | Notes                                             | Coordonnées                       | Illus. |
| -------------------------------------------- | ----------------- | --------- | -------------------------------------------- | ------------------------------------------------- | --------------------------------- | ------ |
| Notre-Dame-de-l'Annonciation                 | Anagni            | Frosinone | Anagni-Alatri                                |                                                   | 41° 44′ 35″ nord, 13° 09′ 43″ est |        |
| Notre-Dame-de-l'Annonciation-et-Saint-Benoît | Cassino           | Frosinone | Mont-Cassin                                  | Abbaye territoriale, basilique mineure            | 41° 29′ 28″ nord, 13° 48′ 50″ est |        |
| Saint-André-Apôtre                           | Frosinone         | Frosinone | Frosinone-Veroli-Ferentino                   |                                                   | 41° 38′ 23″ nord, 13° 21′ 08″ est |        |
| Notre-Dame-de-l'Annonciation                 | Sora              | Frosinone | Sora-Cassino-Aquino-Pontecorvo               |                                                   | 41° 43′ 24″ nord, 13° 36′ 56″ est |        |
| Notre-Dame-de-l'Annonciation                 | Gaète             | Latina    | Gaète                                        | Basilique mineure                                 | 41° 12′ 31″ nord, 13° 35′ 12″ est |        |
| Saint-Marc                                   | Latina            | Latina    | Latina-Terracina-Sezze-Priverno              |                                                   | 41° 27′ 52″ nord, 12° 54′ 10″ est |        |
| Notre-Dame-de-l'Annonciation                 | Poggio Mirteto    | Rieti     | Sabina-Poggio Mirteto                        |                                                   | 42° 15′ 51″ nord, 12° 41′ 02″ est |        |
| Notre-Dame                                   | Rieti             | Rieti     | Rieti                                        | Basilique mineure                                 | 42° 24′ 08″ nord, 12° 51′ 32″ est |        |
| Saint-Pancrace-Martyr                        | Albano Laziale    | Rome      | Albano                                       | Basilique mineure                                 | 41° 43′ 51″ nord, 12° 39′ 27″ est |        |
| Saint-François-d'Assise                      | Civitavecchia     | Rome      | Civitavecchia-Tarquinia                      |                                                   | 42° 05′ 33″ nord, 11° 47′ 31″ est |        |
| Saint-Pierre-Apôtre                          | Frascati          | Rome      | Frascati                                     | Basilique mineure                                 | 41° 48′ 27″ nord, 12° 40′ 54″ est |        |
| Notre-Dame                                   | Grottaferrata     | Rome      | Grottaferrata                                | Abbaye territoriale, rite byzantin                | 41° 47′ 09″ nord, 12° 40′ 01″ est |        |
| Saint-Agapit-Martyr                          | Palestrina        | Rome      | Palestrina                                   | Basilique mineure                                 | 41° 50′ 20″ nord, 12° 53′ 30″ est |        |
| Saints-Serge-et-Bacchus-des-Ukrainiens       | Rome              | Rome      | Exarchat apostolique d'Italie des Ukrainiens | Rite byzantin                                     | 41° 53′ 42″ nord, 12° 29′ 27″ est |        |
| Sainte-Catherine-à-Magnanapoli               | Rome              | Rome      | Ordinariat militaire                         |                                                   | 41° 53′ 46″ nord, 12° 29′ 13″ est |        |
| Sainte-Aurée                                 | Rome              | Rome      | Ostie                                        |                                                   | 41° 45′ 34″ nord, 12° 18′ 06″ est |        |
| Sacré-Cœur-de-Jésus-et-Marie                 | Rome              | Rome      | Porto-Santa Rufina                           |                                                   | 42° 00′ 07″ nord, 12° 23′ 01″ est |        |
| Saint-Jean-de-Latran                         | Rome              | Rome      | Rome                                         | Basilique majeure, inscrite au patrimoine mondial | 41° 53′ 09″ nord, 12° 30′ 22″ est |        |
| Sainte-Scholastique                          | Subiaco           | Rome      | Subiaco                                      | Abbaye territoriale, basilique mineure            | 41° 55′ 06″ nord, 13° 06′ 38″ est |        |
| Saint-Laurent-Martyr                         | Tivoli            | Rome      | Tivoli                                       | Basilique mineure                                 | 41° 57′ 56″ nord, 12° 47′ 48″ est |        |
| Saint-Clément-Ier                            | Velletri          | Rome      | Velletri-Segni                               | Basilique mineure                                 | 41° 41′ 00″ nord, 12° 46′ 36″ est |        |
| Sainte-Marie-Majeure                         | Civita Castellana | Viterbe   | Civita Castellana                            | Basilique mineure                                 | 42° 17′ 15″ nord, 12° 24′ 38″ est |        |
| Saint-Laurent-Martyr                         | Viterbe           | Viterbe   | Viterbe                                      | Basilique mineure                                 | 42° 24′ 55″ nord, 12° 06′ 03″ est |        |

### Cocathédrales
| Édifice                                                    | Commune         | Province  | Juridiction                     | Notes                                  | Coordonnées                       | Illus. |
| ---------------------------------------------------------- | --------------- | --------- | ------------------------------- | -------------------------------------- | --------------------------------- | ------ |
| Saint-Paul-Apôtre                                          | Alatri          | Frosinone | Anagni-Alatri                   | Basilique mineure                      | 41° 43′ 30″ nord, 13° 20′ 39″ est |        |
| Saints-Contant-et-Thomas-d'Aquin                           | Aquino          | Frosinone | Sora-Cassino-Aquino-Pontecorvo  | Basilique mineure                      | 41° 29′ 36″ nord, 13° 42′ 07″ est |        |
| Notre-Dame-de-l'Assomption (it)                            | Atina           | Frosinone | Sora-Cassino-Aquino-Pontecorvo  |                                        | 41° 37′ 11″ nord, 13° 48′ 00″ est |        |
| Saint-Sauveur, Notre-Dame-de-l'Assomption et Saint-Germain | Cassino         | Frosinone | Sora-Cassino-Aquino-Pontecorvo  |                                        | 41° 29′ 37″ nord, 13° 49′ 41″ est |        |
| Saint-Jean-et-Paul                                         | Ferentino       | Frosinone | Frosinone-Veroli-Ferentino      |                                        | 41° 41′ 35″ nord, 13° 15′ 22″ est |        |
| Saint-Barthélemy-Apôtre                                    | Pontecorvo      | Frosinone | Sora-Cassino-Aquino-Pontecorvo  | Basilique mineure                      | 41° 27′ 21″ nord, 13° 40′ 02″ est |        |
| Saint-André-Apôtre                                         | Veroli          | Frosinone | Frosinone-Veroli-Ferentino      |                                        | 41° 41′ 27″ nord, 13° 25′ 03″ est |        |
| Notre-Dame                                                 | Priverno        | Latina    | Latina-Terracina-Sezze-Priverno |                                        | 41° 28′ 24″ nord, 13° 10′ 54″ est |        |
| Notre-Dame                                                 | Sezze           | Latina    | Latina-Terracina-Sezze-Priverno | Basilique mineure                      | 41° 29′ 53″ nord, 13° 03′ 23″ est |        |
| Saint-Césaire                                              | Terracine       | Latina    | Latina-Terracina-Sezze-Priverno |                                        | 41° 17′ 31″ nord, 13° 14′ 54″ est |        |
| Saint-Libérateur-Évêque-et-Martyr                          | Magliano Sabina | Rieti     | Sabina-Poggio Mirteto           |                                        | 42° 21′ 35″ nord, 12° 28′ 54″ est |        |
| Saints-Hyppolite-et-Lucie                                  | Fiumicino       | Rome      | Porto-Santa Rufina              |                                        | 41° 46′ 32″ nord, 12° 15′ 45″ est |        |
| Notre-Dame-de-l'Assomption                                 | Segni           | Rome      | Velletri-Segni                  |                                        | 41° 41′ 34″ nord, 13° 01′ 24″ est |        |
| Saint-André-Apôtre (it)                                    | Subiaco         | Rome      | Subiaco                         | Abbaye territoriale, basilique mineure | 41° 55′ 26″ nord, 13° 05′ 47″ est |        |
| Saint-Sépulcre                                             | Acquapendente   | Viterbe   | Viterbe                         | Basilique mineure                      | 42° 44′ 33″ nord, 11° 52′ 17″ est |        |
| Saint-Nicolas                                              | Bagnoregio      | Viterbe   | Viterbe                         |                                        | 42° 37′ 36″ nord, 12° 05′ 42″ est |        |
| Notre-Dame-de-l'Assomption                                 | Gallese         | Viterbe   | Civita Castellana               |                                        | 42° 22′ 25″ nord, 12° 24′ 10″ est |        |
| Saint-Marguerite-d'Antioche (it)                           | Montefiascone   | Viterbe   | Viterbe                         | Basilique mineure                      | 42° 32′ 12″ nord, 12° 01′ 49″ est |        |
| Notre-Dame-de-l'Assomption-et-Sainte-Anastasie             | Nepi            | Viterbe   | Civita Castellana               |                                        | 42° 14′ 33″ nord, 12° 20′ 49″ est |        |
| Notre-Dame-de-l'Assomption                                 | Orte            | Viterbe   | Civita Castellana               | Basilique mineure                      | 42° 27′ 38″ nord, 12° 23′ 06″ est |        |
| Notre-Dame-de-l'Assomption                                 | Sutri           | Viterbe   | Civita Castellana               |                                        | 42° 14′ 28″ nord, 12° 13′ 35″ est |        |
| Saints-Marguerite-et-Martin                                | Tarquinia       | Viterbe   | Civitavecchia-Tarquinia         |                                        | 42° 15′ 16″ nord, 11° 45′ 18″ est |        |
| Sainte-Marie-Majeure                                       | Tuscania        | Viterbe   | Viterbe                         |                                        | 42° 25′ 03″ nord, 11° 52′ 22″ est |        |

### Anciennes cathédrales
| Édifice                                           | Commune           | Province  | Notes | Coordonnées                       | Illus. |
| ------------------------------------------------- | ----------------- | --------- | --- | --------------------------------- | ------ |
| Saint-Marie-Majeure (it)                          | Ferentino         | Frosinone | L'église, qui n'a jamais été une cathédrale, a en revanche été construite sur les ruines d'autres édifices qui le furent. | 41° 41′ 27″ nord, 13° 15′ 19″ est |        |
| Saint-Pierre (it)                                 | Fondi             | Latina    | Cathédrale de l'ancien diocèse de Fondi (it).                                                                             | 41° 21′ 27″ nord, 13° 25′ 40″ est |        |
| Saint-Érasme (it)                                 | Formia            | Latina    | Cathédrale de l'ancien diocèse de Formia (it).                                                                            | 41° 15′ 21″ nord, 13° 35′ 56″ est |        |
| Saint-Pierre-Apôtre (it)                          | Minturno          | Latina    | Cathédrale de l'ancien diocèse de Minturno (it).                                                                          | 41° 15′ 48″ nord, 13° 44′ 51″ est |        |
| Notre-Dame-du-Peuple (it)                         | Cittaducale       | Rieti     | Cathédrale de l'ancien diocèse de Cittaducale (it).                                                                       | 42° 23′ 11″ nord, 12° 56′ 57″ est |        |
| Notre-Sauveur (it)                                | Concerviano       | Rieti     | Ancienne abbaye territoriale                                                                                              | 42° 17′ 13″ nord, 12° 58′ 38″ est |        |
| Notre-Dame-de-Farfa                               | Fara in Sabina    | Rieti     | Ancienne abbaye territoriale                                                                                              | 42° 13′ 18″ nord, 12° 43′ 07″ est |        |
| Notre-Dame-de-l'Assomption                        | Canale Monterano  | Rome      | En ruines ; ancienne cathédrale de Monterano (it)                                                                         | 42° 08′ 01″ nord, 12° 04′ 41″ est |        |
| Saint-Marie-Majeure (it)                          | Cerveteri         | Rome      | Cathédrale de l'ancien diocèse de Cerveteri (it).                                                                         | 41° 59′ 56″ nord, 12° 06′ 00″ est |        |
| Notre-Dame (it)                                   | Frascati          | Rome      | Ancienne cathédrale du diocèse suburbicaire de Frascati                                                                   | 41° 48′ 35″ nord, 12° 40′ 47″ est |        |
| Saint-Donat (it)                                  | Bagnoregio        | Viterbe   | Ancienne cathédrale du diocèse de Bagnoregio, située dans le village de Civita di Bagnoregio                              | 42° 37′ 40″ nord, 12° 06′ 50″ est |        |
| Notre-Dame-de-l'Assomption-et-Saint-Vivenzio (it) | Blera             | Viterbe   | Cathédrale de l'ancien diocèse de Blera (it).                                                                             | 42° 16′ 34″ nord, 12° 01′ 29″ est |        |
| Notre-Dame                                        | Civita Castellana | Viterbe   | En ruines ; ancien village de Faléries                                                                                    | 42° 18′ 01″ nord, 12° 21′ 21″ est |        |
| Notre-Dame (it)                                   | Tarquinia         | Viterbe   | Ancienne cathédrale du diocèse de Tarquinia                                                                               | 42° 15′ 20″ nord, 11° 45′ 05″ est |        |
| Saint-Pierre                                      | Tuscania          | Viterbe   | Cathédrale de l'ancien diocèse de Tuscania (it).                                                                          | 42° 24′ 46″ nord, 11° 52′ 42″ est |        |
| Saint-Martin                                      | Viterbe           | Viterbe   | Ancienne abbaye territoriale à San Martino al Cimino (it)                                                                 | 42° 22′ 03″ nord, 12° 07′ 41″ est |        |